# Synaptopodin
Synaptopodin ist ein cytoplasmatisches Aktinassoziiertes Protein mit einer Molekülmasse von etwa 73 kDa. Synaptopodin kommt sowohl in den Podocyten von Nieren als auch im Großhirn vor.

## Vorkommen
Synaptopodin kommt in den Podocyten der Niere als auch im Gehirn vor. Im Großhirn wird Synaptopodin in Teilpopulationen von dornfortsatzhaltigen Neuronen des Neocortex, Hippocampus, Striatum und Bulbus olfactorius exprimiert.

## Funktion
Vor allem im Gehirn wurde die Funktion von Synaptopodin untersucht. Dort ist es essentiell für die Ausbildung des Spine-Apparates als auch eines Teils glatten endoplasmatischen Retikulums am Initialstück des Axonsegments. Synaptopodin scheint dort glattes endoplasmatisches Retikulum mit dem Aktinzytoskelett zu verbinden. Dies ist wichtig bei Prozessen der synaptischen Plastizität insbesondere bei der Langzeit-Potenzierung in einigen Neuronen. Bei Podocyten ist nur die Bedeutung von Synaptopodin bei der Ausbildung von Stressfasern erwiesen.